# Beerlegem
Beerlegem is een dorpje in de Belgische provincie Oost-Vlaanderen en een deelgemeente van Zwalm, het was een zelfstandige gemeente tot aan de gemeentelijke herindeling van 1977. Het typisch straatdorp wordt doorsneden door de gewestweg N415. In 1971 ging de gemeente op in Munkzwalm (later Zwalm). De gemeente telt ongeveer 400 inwoners.

## Geschiedenis
De plaatsnaam Beerlegem is afgeleid van het Germaanse Barilinga haim, wat zoveel betekent als:"Woning van de lieden van Barilo". In de 6de-7de eeuw bevond er zich een Merovingische nederzetting te Beerlegem. Het dorp verwierf enige bekendheid toen na 1955 (vondst van een speerpunt en een versierde kruik door zavelputteneigenaar Hubert De Pessemier) een Merovingisch grafveld werd blootgelegd met 168 graven . Dit gebeurde tijdens de ontginning in de zavelputten. De oudste vermelding dateert uit 1196/'97 met ene Diederick van Berleghem, heer van Beerlegem.
Eertijds bevonden er zich vier schandpalen te Beerlegem, een van Beerlegem, een van Oosterzele, een van Gontrode en een van Welle-Schelderode.

## Bezienswaardigheden
- De Sint-Andreaskerk
- Het kasteel Ten Bieze met aangrenzend park en vijvers (niet toegankelijk)
- De Libanonceder bij het kasteel
- De ijskelder bij het kasteel (niet toegankelijk)
- Het Mariaheem

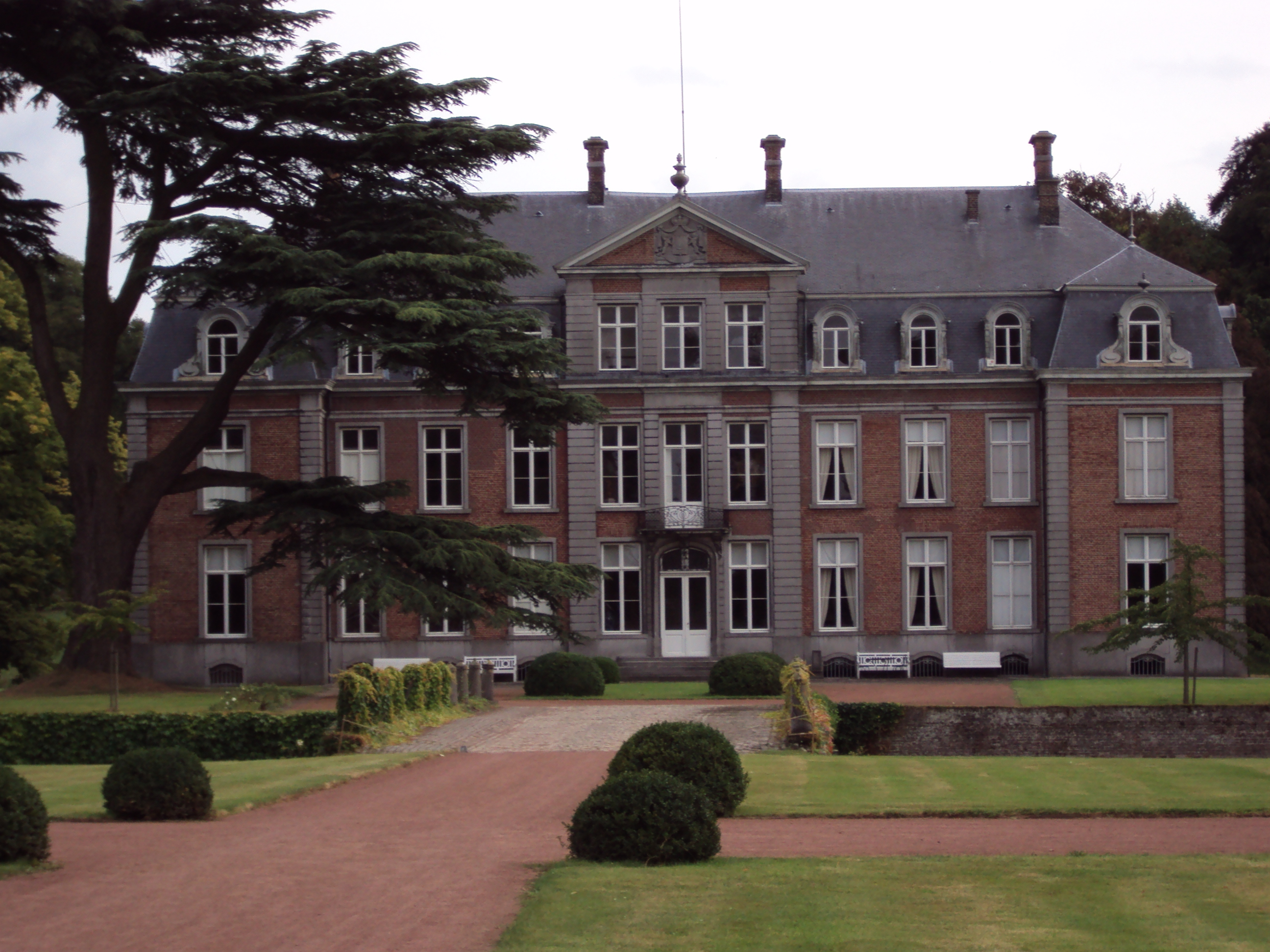
Het kasteel Ten Bieze met links de Libanonceder
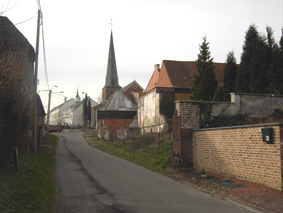
Kerk van Beerlegem en klooster, rechts de overblijfselen van Brouwerij De Geyter
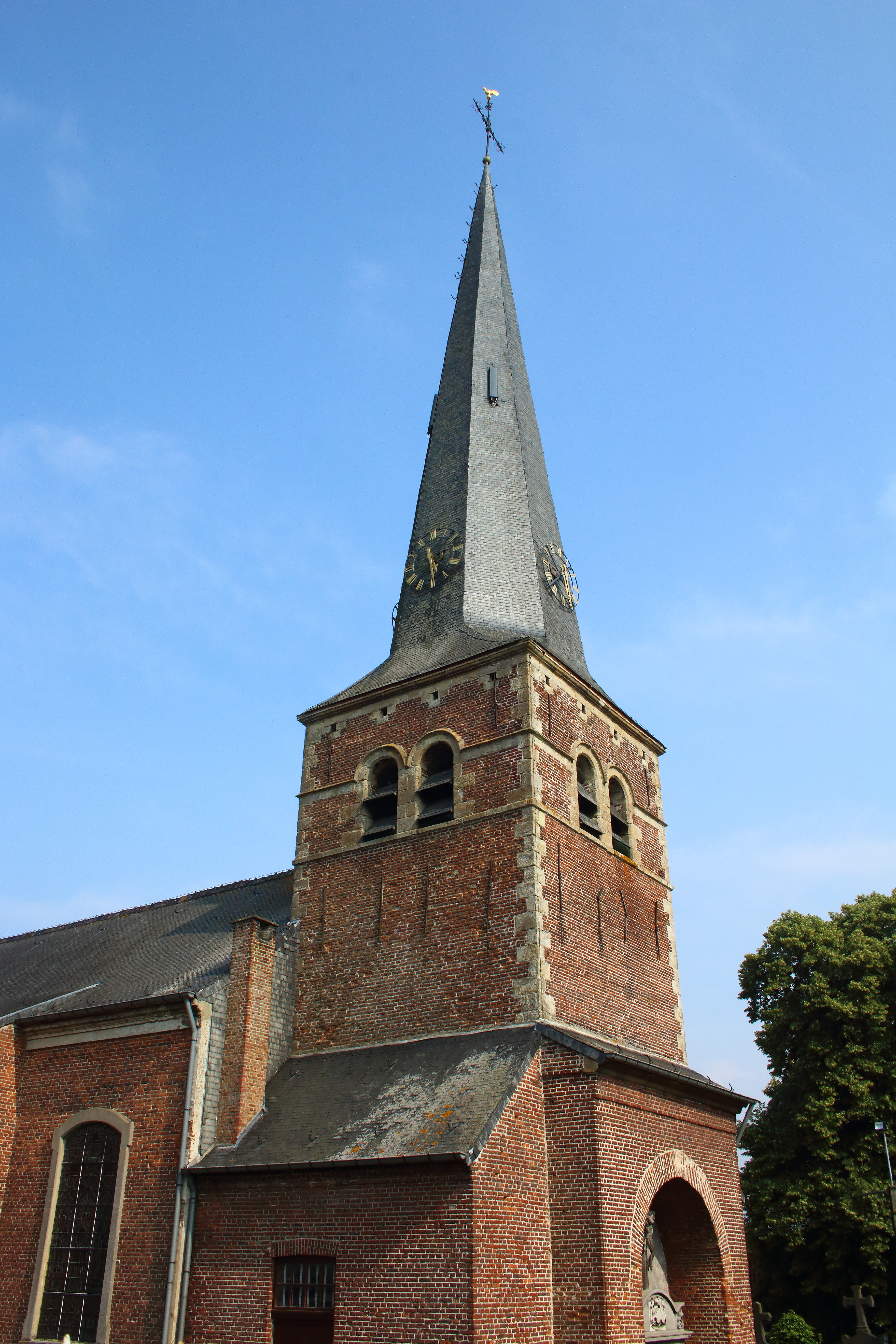
Sint-Andreaskerk

## Natuur en landschap
Beerlegem ligt in Zandlemig Vlaanderen op een hoogte van 25-50 meter. De plaats ligt nabij de Munkbosbeek. De belangrijkste natuurgebieden zijn de Munkbosbeekvallei en de Zavelputten.

## Demografische ontwikkeling
- Bronnen:NIS, Opm:1831 tot en met 1970=volkstellingen; 1976 = inwoneraantal op 31 december

## Lijst van burgemeesters
Lijst van burgemeesters van Beerlegem tot aan de fusie van 1971 tot Munkzwalm (later Zwalm):
| Periode   | Naam                             |
| --------- | -------------------------------- |
| 1803      | J. Van Poucke                    |
| 1804-1807 | Remory                           |
| 1808-1809 | Charles Louis Van Damme          |
| 1810-1811 | J. D. Van Poucke                 |
| 1812-1868 | Charles Rodriguez d'Evora y Vega |
| 1869-1867 | Adolphe Rodriguez d'Evora y Vega |
| 1888-     | Louis de Spangen                 |
|           | Jean Baptiste De Geyter          |
| -1933     | Célestin De Geyter               |
| 1933-1940 | Joseph Victor De Geyter          |
| 1941-1944 | Edmond De Wilde                  |
| -1960     | Joseph Victor De Geyter          |
| -1976     | Jerôme Helleputte                |

## Bekende personen
- Karel-Filips de Rodoan, bisschop van Brugge, geboren te Beerlegem
- Charles Joseph Marie Ghislain Rodriguez d'Evora y Vega, Markies de Rodes, baron van Beerlegem, burgemeester van Beerlegem en lid van het Nationaal Congres van België.
- Lodewijk De Wilde (1905-1990), professor landbouwkunde aan de RUG en KULeuven.[6]

## Nabijgelegen kernen
Meilegem, Paulatem, Hundelgem, Dikkele, Baaigem, Dikkelvenne